# Science Bridge

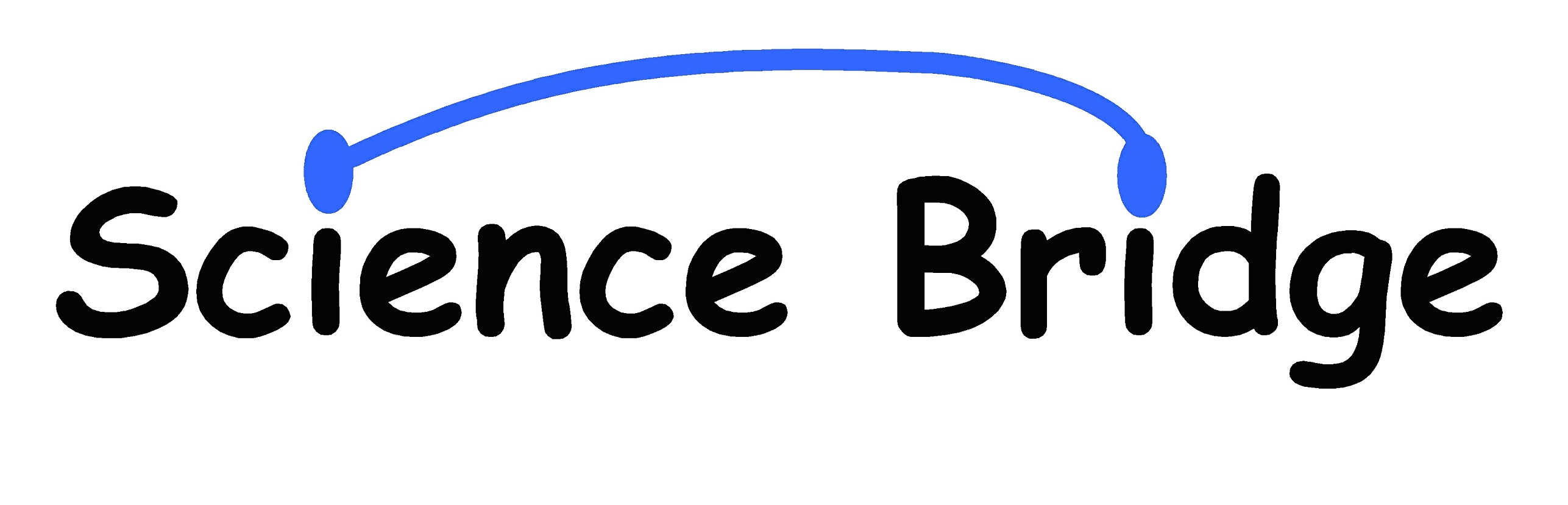
Science-Bridge-Logo

Science Bridge ist ein mobiles Schüler- und Öffentlichkeitslabor, das aktuelle molekularbiologische Methoden und Sachverhalte in Schulen bringt und einer interessierten Öffentlichkeit zugänglich macht.
Science Bridge versteht sich als Brücke zwischen Forschung und Gesellschaft und macht Biowissenschaften für jedermann erfahrbar. Gegründet wurde Science Bridge im Jahr 1996 von Wolfgang Nellen, Professor für Genetik an der Universität Kassel, zunächst unter dem Namen MobiLab; seit 2006 ist Science Bridge ein Gemeinnütziger Verein. Das Haupttätigkeitsfeld von Science Bridge ist die Unterstützung von Schulen durch ein Angebot an anspruchsvollen molekularbiologischen Experimenten, die von Science Bridge-Mitarbeitern im Rahmen ganztägiger Experimentiertage in Klassen der Mittel- und Oberstufe durchgeführt werden. Zusätzlich zu den Schülerkursen bietet Science Bridge akkreditierte Lehrerfortbildungen zu aktuellen molekularbiologischen Themen an und vermittelt interessierten Bürgern bei öffentlichen Veranstaltungen gentechnologische Zusammenhänge.

## Konzept
Science Bridge ist ein mobiles Labor. Die Kursleiter – in der Regel zwei wissenschaftliche Mitarbeiter – bringen alle benötigten Materialien und Geräte zu den Kursen mit und verwandeln so innerhalb von 20 Minuten jeden Veranstaltungsort in ein molekularbiologisches Labor. Unter Anleitung der Kursleiter führen die Kursteilnehmer eigenständig das Experiment durch, wobei ein übersichtlich gestaltetes Skript und eine ausführliche Bild-Präsentation bei der Vermittlung der praktischen und theoretischen Inhalte helfen. Versuchsbedingt entstehende Pausen werden für Gespräche und Diskussion genutzt.

## Science Bridge und Schule

### Schuleinsätze
Die Experimente in den Schulen sind inhaltlich an die Curricula der Mittel- und Oberstufe angepasst. So werden z. B. der genetische Fingerabdruck, die Identifizierung von transgenen Lebensmitteln, die Herstellung rekombinanter Medikamente und einige zellbiologische Versuche angeboten. Ein Kurs dauert meist fünf bis sieben Stunden und wird in der Regel im Klassenzimmer durchgeführt. Die Betreuer sind Studenten, die hauptsächlich in Forschungsprojekte im Rahmen ihrer Master-, Bachelor-, Examens- oder Promotionsarbeit eingebunden sind. Der Respekt vor der wissenschaftlichen Kompetenz und der zwanglose Umgang mit (fast) gleichaltrigen Studenten schafft eine produktive Arbeitsatmosphäre. Für einige Schüler bieten diese Kurse eine Entscheidungshilfe für die spätere Berufswahl.
Über einen Schüler- und Lehrerevaluationsbogen erhält Science Bridge Rückmeldung darüber, wie sowohl die Schüler als auch die Lehrer den Kurs beurteilen.

### Lehrerfortbildung
Mindestens einmal pro Jahr bietet Science Bridge eine Lehrerfortbildung an und/oder beteiligt sich an Lehrerfortbildungen anderer Anbieter. Die meisten Kurse werden beim Amt für Lehrerbildung akkreditiert.

### Offenes Labor
Das offene Labor ist eine Möglichkeit für Schüler, Studenten und Lehrer Experimente mit unterschiedlichen biologischen Fragestellungen eigenständig durchzuführen. Für diesen Zweck kann das Science Bridge Labor genutzt werden. Science Bridge Mitarbeiter unterstützen die Experimentatoren bei der Durchführung.

### Assoziierte Schulen
Seit November 2011 ist die Herderschule Gießen und seit Mai 2014 die Herderschule Kassel eine „Satellitenschule“ von Science Bridge. Beide Schulen haben molekularbiologische Schülerlabore der Sicherheitsstufe 1 eingerichtet, in denen etablierte Science Bridge -Versuche durchgeführt werden.

## Science Bridge und Öffentlichkeit

### Laborkurse
Neben den Schulkursen bietet Science Bridge ein- und mehrtägige Laborkurse für spezielle Interessengruppen und die allgemeine Öffentlichkeit an. Ziel ist es Wissenschaft transparent und für Laien verständlich zu machen, wodurch interessierte Bürger in die Lage versetzt werden, wissensbasiert Entscheidungen zu naturwissenschaftlichen Fragen der Gesellschaft treffen zu können.

### Öffentliche Veranstaltungen
Science Bridge beteiligt sich an öffentlichen Veranstaltungen wie dem "March for Science", der in Kassel maßgeblich von Science Bridge organisiert wurde, der „Straße der Experimente“ in Gießen, den „Science Fairs“ und dem Campusfest der Universität Kassel usw., um Einblick in die Biowissenschaften zu geben.

## Geschichte
Im Jahr 1996 gelang es Wolfgang Nellen zusammen mit Jürgen Oberstraß und Michael Bonin, seine Idee von einem mobilen Schülerlabor, unabhängig und ohne ministerielle Unterstützung, zu verwirklichen: Zunächst unter dem Namen MobiLab fanden erste Lehrerfortbildungen und Experimentiertage an einigen nordhessischen Schulen statt.
1998 gelang es Michael Bonin, eine kleine Förderung von etwa 1000 DM für MobiLab vom BMBF einzuwerben, um gemeinsam mit Schülern verschiedener Kasseler Schulen den „Erfinderclub Biotechnologie“ zu gründen. Jürgen Oberstraß und Michael Bonin beteiligten sich im selben Jahr mit MobiLab am Sciene4Life Businessplan-Wettbewerb und gewannen in der Konzeptphase einen Plüschfrosch und 2000 DM. MobiLab verzichtete daraufhin auf weitere Versuche, das Projekt durch Fördergelder zu finanzieren. In den folgenden Jahren gewann MobiLab zunehmend an Aufmerksamkeit, und mit Hilfe einer kleinen Gruppe von Studenten wurden bereits 10 bis 20 Schülerkurse pro Jahr in hessischen Schulen durchgeführt.
2001 erhielt Wolfgang Nellen für seine Bemühungen, die Biowissenschaften in die Öffentlichkeit zu tragen, den Kommunikationspreis der Gesellschaft für Biochemie und Molekularbiologie.
2002 geriet MobiLab in eine kritische Phase, da sich Michael Bonin aus beruflichen Gründen nicht mehr weiter für MobiLab engagieren konnte. Retter in der Not war Jörg Klug (Universität Gießen). Jörg Klug hatte sich zunächst der Arbeitsgruppe „Lehrerfortbildung“ des Verband Biologie, Biowissenschaften und Biomedizin in Deutschland (VBIO) angeschlossen, um konkret etwas für die Verbesserung des naturwissenschaftlichen Unterrichts zu tun. Er erkannte, welches nachhaltige Potential die Teilnahme am Schülerlabor zukünftigen Lehrern bietet und band verstärkt Lehramtsstudenten in die Kurse ein. Damit leistet das Schülerlabor bis heute einen erheblichen, allerdings inoffiziellen Beitrag in die Lehrerausbildung.
Ebenfalls 2002 erfolgte die Umbenennung von MobiLab in Science Bridge – der Brücke zwischen Wissenschaft, Schule und Öffentlichkeit. Science Bridge ist inzwischen ein wichtiger Bestandteil der hessischen Bildungslandschaft und finanziert sich vor allem über Kursgebühren.
Im Jahr 2005 stellte Science Bridge einen Antrag bei der Robert Bosch Stiftung im Rahmen des NaT-Working-Programms. Der Antrag wurde 2006 mit 63.000 Euro bewilligt und 2010 mit einer zweijährigen Anschlussförderung verlängert.
2006 wurde der gemeinnützige Verein Science Bridge e. V. gegründet.
Der ehemalige Bundespräsident Horst Köhler machte in seiner Antrittsrede den Slogan Deutschland – Land der Ideen populär, worauf sich die von der Bundesregierung und dem Bundesverband der Deutschen Industrie gegründete gleichnamige Initiative bezieht. Ein wichtiger Teil dieser Aktion ist seitdem der Wettbewerb „Ort der Ideen“, den Science Bridge e. V. 2007 für „Genlabor und Schule“, einem Verbund von ca. 40 biowissenschaftlich orientierten Schülerlaboren, ausrichtete.
Science Bridge und sein Logo werden seit 2008 als Wort- und Bildmarke beim Deutschen Patent- und Markenamt registriert und geschützt.
Von 2010 bis 2016 bestand eine Zusammenarbeit mit der Febikon Labortechnik GmbH in Wermelskirchen, um einfach handhabbare Versuchs-Kits für Schulen zu entwickeln und herzustellen.
Seit September 2015 wird Science Bridge von der Universität Kassel und den Sponsoren der B. Braun Melsungen AG und der Wintershall Holding GmbH zunächst für drei Jahre finanziell unterstützen. Durch das Kooperationsprojekt ist es möglich, dass Science Bridge auch nach der Emeritierung von Wolfgang Nellen fortbestehen kann. Mit der Gesamtsumme von 90.000 Euro wird eine halbe Stelle für die wissenschaftliche Koordination finanziert. Die Universität Kassel stellt zusätzlich die Infrastruktur zur Verfügung und gewährleistet die wissenschaftliche Leitung durch das Institut für Biologie.
Science Bridge warb 2018 ein von der Deutschen Forschungsgemeinschaft (DFG) gefördertes Projekt zur Öffentlichkeitsarbeit innerhalb des Schwerpunktprogramms 2141 zur Erforschung verschiedener Funktionen des CRISPR-Cas Systems ein.
2018 warb Science Bridge ca. 24.000 € von der Joachim Herz Stiftung ein, um ein Kooperationsprojekt zwischen Wissenschaft und Kunst zu finanzieren.

## Organisation
Science Bridge ist ein gemeinnütziger, eingetragener Verein. Mitglieder erhalten Nachlässe auf Science Bridge-Kurse und haben Zugang zu allen Unterrichtsmaterialien, die auf der Webseite abgelegt sind.
Der Vorstand wird alle drei Jahre gewählt und setzt sich aus Wissenschaftlern, Lehrern und Studenten zusammen.
Science Bridge hat einen Beirat, der sich aus Vertretern aus Industrie, Schule, Behörden und Wissenschaftsjournalismus zusammensetzt.
Zunächst befristet auf drei Jahre (2015 bis 2018) wird eine halbe Stelle für die wissenschaftlichen Koordination von der Universität Kassel und den Sponsoren B. Braun Melsungen AG sowie der Wintershall Holding GmbH finanziert. Die Sponsoren nehmen keinen Einfluss auf die Inhalte der Vereinsarbeit.
Science Bridge e.V. hat (Stand 2018) 84 Privatpersonen, elf Schulen und ein Fördermitglied als Mitglieder und führt mit einem Team von ca. 15 bis 20 speziell ausgebildeten Studenten unter Leitung promovierter Wissenschaftler ca. 70 Veranstaltungen im Jahr durch und erreicht damit etwa 1500 Personen.

## Publikationen
Science Bridge publiziert regelmäßig in der Zeitschrift „Biologie in unserer Zeit“ die Laborseite mit Tipps und Erläuterungen zur biowissenschaftlichen Praxis.
Nach Bedarf meldet sich Science Bridge zu aktuellen Themen der Biowissenschaften zu Wort bzw. wird von wissenschaftlichen und allgemeinen Medien um Stellungnahme gebeten.